# Бурнышев, Игорь Юрьевич
Игорь Юрьевич Бурнышев (род. 4 июня 1977, Ижевск, РСФСР, СССР) — российский автор-исполнитель, солист группы Burito, бывший участник группы «Банд’Эрос», режиссёр-постановщик, телеведущий, клипмейкер, актёр, диджей.

## Биография

### Детство и юность
В 1994 году окончил школу № 49 в Ижевске и поступил в Удмуртское училище культуры (ныне — Удмуртский республиканский колледж культуры) на специальность «РТП».
До 1996 года параллельно с учёбой работал на радиостанции «Радуга» ведущим прямого эфира. В училище окончил два курса, после чего переехал в Москву.
В 1996 году поступил в Московский государственный университет культуры и искусств на специальность «Режиссёр театрализованных представлений и шоу-программ» на курс Владимира Соломоновича Маганета, где обучался в период с 1996 по 2001 годы.
В 1999 году начал заниматься брейк-дансом.

### Начало карьеры
С 1999 по 2005 годы работал диджеем, выступал на клубных площадках под псевдонимом DMСB. Кроме того, сотрудничал с танцевальной командой Urbans как режиссёр-постановщик.
В 1999 году вместе с Игорем Бледным, Сергеем Захаровым и Андреем Щегловым основал ню-метал-группу Burito. Название коллектива образовано от трёх японских слов: Bu — воин, Ri — справедливость, To — меч или борец за справедливость. В 2001 году группа записала дебютный альбом «Funky Life», тогда же состоялись первые ротации её песен на радио. Не добившись популярности, Burito ограничилась выступлениями на небольших клубных площадках Москвы.
В 2002 году в соавторстве с DJ Light (Александр Мастрюков) и в составе экстрим-шоу Urbans выпустил альбом с музыкой для брейк-данса. В период с 2005—2015 годы продолжил сотрудничество с DJ Light, работая над программами для ОРР, Next FM, Love radio.
В 2002 году участвовал в записи сборника Учитесь плавать. Урок 5 — трек «Кто я».

### «Банд’Эрос»
С 2005 по 2015 годы входил в состав российской группы Банд’Эрос. Начал работу с должности хореографа, поставил танцы в первом клипе группы — на песню «Бум-Сеньорита». Со второго клипа — на песню «Не зарекайся» — продолжил сотрудничество как участник группы.

### Burito
В 2012 году группа Burito возобновила активную деятельностью, однако звучание кардинально изменилось: раньше группа играла ню-метал и рэп-метал, а «вторая фаза» ознаменовала переход от рока к интеллектуальной и эклектичной поп-музыке. Помимо песен, на каждом альбоме группы присутствуют треки-стихи, читаемые Бурнышевым без музыкального сопровождения.

## Сотрудничество с Velvet Music
После выхода песни «Ты знаешь» в дуэте с певицей Ёлкой группа Burito начала сотрудничество с компанией Velvet Music. В 2021 году Гарик прервал контракт с компанией Velvet Music, став независимым артистом.

## Семья
С 2014 года женат на певице и экс-телеведущей телеканала «Муз-ТВ», Оксане Устиновой (род. 15 апреля 1984). 17 февраля 2017 года родился их сын Лука.
Есть старшая дочь Софья Ставская (род. 18.08.1999).

## Санкции
7 января 2023 года, из-за вторжения России на Украину, внесён в санкционный список Украины лиц «которые публично призывают к агрессивной войне, оправдывают и признают законной вооруженную агрессию РФ против Украины, временную оккупацию территории Украины».

## Достижения и награды
В составе группы «Банд’Эрос»
- 2006 — национальная музыкальная премия «Золотой граммофон» за песню «Коламбия Пикчерз не представляет»
- 2006 — лауреаты телевизионного фестиваля «Песня года» с песней «Коламбия Пикчерз не представляет»
- 2007 — национальная телевизионная «Премия Муз-ТВ» в номинации «Лучший хип-хоп проект»
- 2007 — лауреаты телевизионного фестиваля «Песня года» с песней «Я не люблю тебя»
- 2008 — национальная телевизионная «Премия Муз-ТВ» в номинации «Лучший хип-хоп проект»
- 2008 — национальная музыкальная премия «Золотой граммофон» за песню «Манхэттен»
- 2008 — лауреаты телевизионного фестиваля «Песня года» с песней «Манхэттен»
- 2009 — национальная музыкальная премия «Золотой граммофон» за песню «Адьос»
- 2009 — лауреаты телевизионного фестиваля «Песня года» с песней «Адьос»
- 2011 — лауреаты телевизионного фестиваля «Песня года» с песней «Китано»
- 2012 — национальная телевизионная «Премия Муз-ТВ» в номинации «Лучший хип-хоп проект»

Группа Burito
- 2015 — лауреат телевизионного фестиваля «Песня года» с песней «Мама»
- 2015 — номинант Реальной премии MusicBox в номинации «Прорыв года»
- 2016 — номинант Реальной премии MusicBox в номинации «Песня года» за песню «Мегахит»
- 2016 — лауреат Реальной премии MusicBox в номинации «Креатив года» за песню «Мегахит»
- 2016 — номинант национальной музыкальной премии «Золотой граммофон» за песню «Мегахит»
- 2016 — лауреат телевизионного фестиваля «Песня года» с песней «Пока город спит»
- 2017 — лауреат национальной музыкальной премии «Золотой граммофон» за песню «По волнам»
- 2018 — лауреат телевизионного фестиваля «Песня года» с песней «Штрихи»
- 2018 — номинант национальной музыкальной премии «Золотой граммофон» за песню «Штрихи»
- 2018 — лауреат музыкальной премии «RU TV» за песню «По волнам»
- 2019 — номинант национальной музыкальной премии «Золотой граммофон» за песню «Взлетай»
- 2020 — номинант национальной музыкальной премии «Золотой граммофон» за песню «Возьми моё сердце» (с Filatov & Karas)

## Дискография

### Студийные альбомы
| №                   | Название                       | Длительность |
| ------------------- | ------------------------------ | ------------ |
| 1.                  | «Intro»                        | 0:05         |
| 2.                  | «Я танцую»                     | 3:37         |
| 3.                  | «Стих 1»                       | 0:11         |
| 4.                  | «Разбей меня»                  | 3:27         |
| 5.                  | «Верхних этажей тайная любовь» | 3:29         |
| 6.                  | «Стих 2»                       | 0:18         |
| 7.                  | «Просто лети»                  | 3:09         |
| 8.                  | «Ты знаешь» (feat. Ёлка)       | 3:06         |
| 9.                  | «Стих 3»                       | 0:07         |
| 10.                 | «Уходим с титрами»             | 3:25         |
| 11.                 | «Rab Kinoflo»                  | 3:07         |
| 12.                 | «Стих 4»                       | 0:12         |
| 13.                 | «Беги»                         | 3:16         |
| 14.                 | «Пока город спит»              | 3:44         |
| 15.                 | «Стих 5»                       | 0:19         |
| 16.                 | «Мама»                         | 3:09         |
| 17.                 | «У горизонта»                  | 3:18         |
| 18.                 | «Стих 6»                       | 0:39         |
| 19.                 | «24 фрейма» (feat. Звонкий)    | 3:30         |
| 20.                 | «Стих 7»                       | 0:28         |
| 21.                 | «Подросток»                    | 3:17         |
| 22.                 | «Прости мой криминал»          | 3:43         |
| 23.                 | «До свидания»                  | 3:24         |
| 24.                 | «Мама» (Acoustic Version)      | 3:16         |
| Общая длительность: | Общая длительность:            | 52:96        |

| №                   | Название                                           | Длительность |
| ------------------- | -------------------------------------------------- | ------------ |
| 1.                  | «Боль моя боль»                                    | 3:54         |
| 2.                  | «Стих 1»                                           | 0:16         |
| 3.                  | «Глаза в глаза»                                    | 4:37         |
| 4.                  | «Стих 2»                                           | 0:07         |
| 5.                  | «Опалив крылья»                                    | 3:01         |
| 6.                  | «Штрихи»                                           | 3:15         |
| 7.                  | «Стих 3»                                           | 0:09         |
| 8.                  | «Город ночной»                                     | 3:16         |
| 9.                  | «Стих 4»                                           | 0:19         |
| 10.                 | «Кайфолов»                                         | 3:20         |
| 11.                 | «Стих 5»                                           | 0:10         |
| 12.                 | «Дыры в ауре»                                      | 3:33         |
| 13.                 | «Уходим в закат» (feat. USTINOVA)                  | 3:36         |
| 14.                 | «Стих 6»                                           | 0:18         |
| 15.                 | «Береги»                                           | 3:26         |
| 16.                 | «Она одна для меня»                                | 3:07         |
| 17.                 | «Стих 7»                                           | 0:08         |
| 18.                 | «Неприкасаемые» (feat. Лигалайз)                   | 3:16         |
| 19.                 | «Стих 8»                                           | 0:07         |
| 20.                 | «По волнам»                                        | 3:18         |
| 21.                 | «Стих 9»                                           | 0:09         |
| 22.                 | «В поисках кайфа» (feat. Звонкий)                  | 3:05         |
| 23.                 | «Стих 10»                                          | 0:08         |
| 24.                 | «Моя сансара или прощание советского интеллигента» | 3:37         |
| 25.                 | «Стих 11»                                          | 0:08         |
| 26.                 | «Где рассвет»                                      | 3:19         |
| Общая длительность: | Общая длительность:                                | 50:59        |

| №                   | Название                                    | Длительность |
| ------------------- | ------------------------------------------- | ------------ |
| 1.                  | «Интро»                                     | 1:51         |
| 2.                  | «Samskara»                                  | 4:14         |
| 3.                  | «Дети закатов»                              | 3:12         |
| 4.                  | «Стих 1»                                    | 0:50         |
| 5.                  | «Я об этом никогда не знал»                 | 3:13         |
| 6.                  | «Я вернусь»                                 | 3:12         |
| 7.                  | «Стих 2»                                    | 0:05         |
| 8.                  | «Невидимый свет»                            | 2:55         |
| 9.                  | «Стих 3»                                    | 0:09         |
| 10.                 | «Мир немного не в себе» (feat. Звонкий)     | 3:11         |
| 11.                 | «Тихие голоса»                              | 3:04         |
| 12.                 | «Стих 4»                                    | 0:10         |
| 13.                 | «ДПМД»                                      | 2:18         |
| 14.                 | «Лотосы»                                    | 3:17         |
| 15.                 | «Стих 5»                                    | 0:14         |
| 16.                 | «Небо вспомнит о нас»                       | 3:17         |
| 17.                 | «Когда звёзды умрут» (feat. USTINOVA)       | 3:24         |
| 18.                 | «Стих 6»                                    | 0:05         |
| 19.                 | «Весна»                                     | 3:39         |
| 20.                 | «Махатма»                                   | 3:49         |
| 21.                 | «Стих 7»                                    | 0:09         |
| 22.                 | «0000»                                      | 3:16         |
| 23.                 | «Любила»                                    | 3:43         |
| 24.                 | «Стих 8»                                    | 0:07         |
| 25.                 | «Я верю»                                    | 3:11         |
| 26.                 | «Стих 9»                                    | 0:11         |
| 27.                 | «Имя твоё»                                  | 3:49         |
| 28.                 | «Возьми моё сердце» (feat. Filatov & Karas) | 3:10         |
| Общая длительность: | Общая длительность:                         | 59:85        |

| №                   | Название                | Длительность |
| ------------------- | ----------------------- | ------------ |
| 1.                  | «Интро»                 | 1:49         |
| 2.                  | «Небесный ампир»        | 4:09         |
| 3.                  | «Атакуй»                | 3:16         |
| 4.                  | «Стих "Постоянство"»    | 0:42         |
| 5.                  | «Издалека»              | 3:26         |
| 6.                  | «Стих "Снегирь"»        | 0:23         |
| 7.                  | «Мне снится»            | 3:28         |
| 8.                  | «Воспалённые глаза»     | 3:47         |
| 9.                  | «Стих "Монах"»          | 0:20         |
| 10.                 | «Плачь»                 | 2:39         |
| 11.                 | «Стих "Конфузы"»        | 0:16         |
| 12.                 | «Прости»                | 3:26         |
| 13.                 | «Стих "Фрукт"»          | 0:15         |
| 14.                 | «Я иду»                 | 2:56         |
| 15.                 | «Стих "Град"»           | 0:12         |
| 16.                 | «К - клоуны»            | 2:26         |
| 17.                 | «Стих "Иллюзия"»        | 0:20         |
| 18.                 | «Солнца луч»            | 3:14         |
| 19.                 | «Не гасите в доме свет» | 3:31         |
| 20.                 | «Стих "Предрассудки"»   | 0:16         |
| 21.                 | «Не бойся»              | 3:33         |
| 22.                 | «Тихо и скромно»        | 3:57         |
| 23.                 | «Стих "Искатель"»       | 0:14         |
| 24.                 | «Новый рассвет»         | 3:42         |
| Общая длительность: | Общая длительность:     | 47:77        |

| №                   | Название                       | Длительность |
| ------------------- | ------------------------------ | ------------ |
| 1.                  | «Интро»                        | 2:29         |
| 2.                  | «Карнавал»                     | 3:41         |
| 3.                  | «Навеки двадцатилетним» (Стих) | 1:12         |
| 4.                  | «Гемоглобин»                   | 4:08         |
| 5.                  | «Сансара»                      | 4:04         |
| 6.                  | «Прошлое» (Стих)               | 0:11         |
| 7.                  | «Ангел»                        | 3:50         |
| 8.                  | «Хочу быть с тобой»            | 2:48         |
| 9.                  | «Изо» (Стих)                   | 0:12         |
| 10.                 | «К небу протянуты руки»        | 3:22         |
| 11.                 | «Каштаны» (Стих)               | 0:17         |
| 12.                 | «Вавилон»                      | 4:52         |
| 13.                 | «Холодное сердце»              | 3:33         |
| 14.                 | «Свет» (Стих)                  | 0:11         |
| 15.                 | «Пожалуйста, выпей мой яд»     | 4:16         |
| 16.                 | «Бежали дни»                   | 4:10         |
| 17.                 | «Шива» (Стих)                  | 0:24         |
| 18.                 | «Караоке»                      | 3:16         |
| 19.                 | «Обращение» (Стих)             | 0:42         |
| 20.                 | «Земля»                        | 2:52         |
| 21.                 | «О музыке» (Стих)              | 0:12         |
| 22.                 | «Мы одни»                      | 3:05         |
| 23.                 | «Питер» (Стих)                 | 0:21         |
| 24.                 | «Burito и ты»                  | 2:46         |
| 25.                 | «Псевдопанк»                   | 3:02         |
| Общая длительность: | Общая длительность:            | 55:96        |

### Мини-альбомы
| №                   | Название                 | Длительность |
| ------------------- | ------------------------ | ------------ |
| 1.                  | «Я схожу с ума»          | 2:34         |
| 2.                  | «Играй» (feat. Рома Пан) | 3:10         |
| 3.                  | «Сакура»                 | 3:04         |
| 4.                  | «Свет топит снег»        | 2:41         |
| Общая длительность: | Общая длительность:      | 10:89        |

| №                   | Название                                  | Длительность |
| ------------------- | ----------------------------------------- | ------------ |
| 1.                  | «Гранатовый сок»                          | 3:31         |
| 2.                  | «Дышится»                                 | 3:40         |
| 3.                  | «Не улетай»                               | 3:54         |
| 4.                  | «Пули»                                    | 3:16         |
| 5.                  | «Ритмы людей» (совм. с DEMAFRA & 108VIBE) | 3:48         |
| 6.                  | «Как дым»                                 | 3:16         |
| Общая длительность: | Общая длительность:                       | 20:05        |

| №                   | Название                        | Длительность |
| ------------------- | ------------------------------- | ------------ |
| 1.                  | «Sugar»                         | 3:08         |
| 2.                  | «Танцевала весна»               | 3:12         |
| 3.                  | «Бессоница»                     | 3:40         |
| 4.                  | «Била по глазам»                | 3:03         |
| 5.                  | «Я себе - яд, я себе - антидот» | 3:54         |
| 6.                  | «Декаданс»                      | 2:56         |
| Общая длительность: | Общая длительность:             | 18:73        |

| №                   | Название                         | Длительность |
| ------------------- | -------------------------------- | ------------ |
| 1.                  | «Океан»                          | 3:41         |
| 2.                  | «Как мы стали стариками с тобой» | 3:06         |
| 3.                  | «Тонкими пальцами»               | 3:43         |
| 4.                  | «Не забывай»                     | 3:34         |
| 5.                  | «Горе от ума»                    | 4:12         |
| 6.                  | «Было не было»                   | 3:32         |
| Общая длительность: | Общая длительность:              | 20:68        |

### Макси-синглы
| №                   | Название            | Длительность |
| ------------------- | ------------------- | ------------ |
| 1.                  | «Свет 95»           | 3:47         |
| 2.                  | «Неделями без тебя» | 3:00         |
| 3.                  | «Не жалей»          | 3:28         |
| Общая длительность: | Общая длительность: | 9:75         |

| №                   | Название              | Длительность |
| ------------------- | --------------------- | ------------ |
| 1.                  | «Тени горящих спичек» | 2:52         |
| 2.                  | «Я вижу тебя»         | 3:22         |
| 3.                  | «Время»               | 3:00         |
| Общая длительность: | Общая длительность:   | 8:74         |

| №                   | Название                  | Длительность |
| ------------------- | ------------------------- | ------------ |
| 1.                  | «Ночь»                    | 4:32         |
| 2.                  | «Посторонние»             | 4:27         |
| 3.                  | «На Земле мы не навсегда» | 3:02         |
| Общая длительность: | Общая длительность:       | 11:61        |

| №                   | Название            | Длительность |
| ------------------- | ------------------- | ------------ |
| 1.                  | «Моя любовь»        | 3:15         |
| 2.                  | «Теплее солнца»     | 2:58         |
| 3.                  | «Made In China»     | 3:05         |
| Общая длительность: | Общая длительность: | 8:78         |

| №                   | Название            | Длительность |
| ------------------- | ------------------- | ------------ |
| 1.                  | «Парнас»            | 3:07         |
| 2.                  | «Ни чин, ни сан»    | 3:49         |
| 3.                  | «Аритмия стен»      | 3:20         |
| Общая длительность: | Общая длительность: | 9:76         |

| №                   | Название            | Длительность |
| ------------------- | ------------------- | ------------ |
| 1.                  | «Метаморфозы»       | 2:45         |
| 2.                  | «Денег куй»         | 3:40         |
| 3.                  | «Ангел дорог»       | 3:33         |
| Общая длительность: | Общая длительность: | 9:18         |

| №                   | Название            | Длительность |
| ------------------- | ------------------- | ------------ |
| 1.                  | «Гоменасай»         | 4:26         |
| 2.                  | «Часы»              | 4:00         |
| 3.                  | «Гипноз»            | 2:28         |
| Общая длительность: | Общая длительность: | 10:54        |

| №                   | Название            | Длительность |
| ------------------- | ------------------- | ------------ |
| 1.                  | «Звёзды нас ждут»   | 4:28         |
| 2.                  | «Пепел и снег»      | 3:49         |
| 3.                  | «Ночной каприз»     | 2:43         |
| Общая длительность: | Общая длительность: | 10:20        |

| №                   | Название                     | Длительность |
| ------------------- | ---------------------------- | ------------ |
| 1.                  | «Ты один»                    | 3:04         |
| 2.                  | «Мои слёзы - холодный дождь» | 3:16         |
| 3.                  | «Только музыка будет вечной» | 5:22         |
| Общая длительность: | Общая длительность:          | 11:42        |

| №                   | Название            | Длительность |
| ------------------- | ------------------- | ------------ |
| 1.                  | «Шёл по прямой»     | 3:01         |
| 2.                  | «Белым»             | 4:04         |
| 3.                  | «Ночь и рассвет»    | 2:52         |
| Общая длительность: | Общая длительность: | 9:57         |

| №                   | Название            | Длительность |
| ------------------- | ------------------- | ------------ |
| 1.                  | «Модным»            | 3:26         |
| 2.                  | «Всё - снег»        | 3:31         |
| 3.                  | «Рано раны мыть»    | 3:41         |
| Общая длительность: | Общая длительность: | 9:98         |

### Альбомные синглы
| Год  | Сингл                                         | Альбом              |
| ---- | --------------------------------------------- | ------------------- |
| 2013 | «Я танцую»                                    | Bu Ri To            |
| 2014 | «Ты знаешь» (feat. Ёлка)                      | Bu Ri To            |
| 2014 | «24 фрэйма» (feat. Звонкий)                   | Bu Ri To            |
| 2014 | «Уходим с титрами»                            | Bu Ri To            |
| 2015 | «Rab Kinoflo»                                 | Bu Ri To            |
| 2015 | «Мама»                                        | Bu Ri To            |
| 2015 | «Пока город спит»                             | Bu Ri To            |
| 2017 | «По волнам»                                   | Белый альбом        |
| 2017 | «В поисках кайфа» (feat. Звонкий)             | Белый альбом        |
| 2017 | «Дыры в ауре»                                 | Белый альбом        |
| 2017 | «Штрихи»                                      | Белый альбом        |
| 2019 | «Возьми моё сердце» (совм. с Filatov & Karas) | Samskara            |
| 2019 | «Небо вспомнит о нас»                         | Samskara            |
| 2019 | «Samskara»                                    | Samskara            |
| 2021 | «Плач»                                        | Небесный ампир      |
| 2022 | «Ритмы людей» (совм. с DEMAFRA & 108VIBE)     | Гранатовый сок — EP |
| 2022 | «Sugar»                                       | Декаданс — EP       |
| 2022 | «Океан»                                       | Реверсив — EP       |
| 2023 | «Мы одни»                                     | Псевдопанк          |
| 2023 | «Ангел»                                       | Псевдопанк          |

### Другие синглы
| Год  | Сингл                                                    | Альбом         |
| ---- | -------------------------------------------------------- | -------------- |
| 2012 | «Моя революция»                                          | без альбома    |
| 2013 | «Media Hardcore»                                         | без альбома    |
| 2015 | «Разведи огонь» (совм. с USTINOVA)                       | без альбома    |
| 2015 | «Я найду тебя» (совм. с DJ Groove)                       | без альбома    |
| 2016 | «Мегахит»                                                | без альбома    |
| 2016 | «Я не знаю, кто мы» (совм. с DJ Groove)                  | без альбома    |
| 2016 | «Ты всегда ждёшь меня»                                   | без альбома    |
| 2016 | «Спешите любить» (совм. с Jukebox Trio)                  | без альбома    |
| 2017 | «Сильнее меня» (совм. с Евой Польна)                     | без альбома    |
| 2018 | «Помоги» (feat. Black Cupro & DJ Groove)                 | без альбома    |
| 2018 | «Зурбаган 2.0» (совм. с Владимиром Пресняковым)          | без альбома    |
| 2018 | «Взлетай»                                                | без альбома    |
| 2019 | «О тебе»                                                 | без альбома    |
| 2019 | «Где рассвет»                                            | без альбома    |
| 2020 | «Аквариум» (совм. с KAMANCHI)                            | без альбома    |
| 2020 | «Сны наяву»                                              | без альбома    |
| 2020 | «Потерянный рай»                                         | без альбома    |
| 2020 | «Небеса Суринама»                                        | без альбома    |
| 2020 | «Нирвана»                                                | без альбома    |
| 2020 | «Мы вернёмся домой»                                      | без альбома    |
| 2020 | «Капкан» (совм. с Ларисой Долиной)                       | без альбома    |
| 2020 | «Ты далеко» (совм. с StrezzSkills)                       | без альбома    |
| 2020 | «Проститься 2020» (совм. с UMA2RMAN)                     | без альбома    |
| 2021 | «Ветром стать» (совм. с NAiTA)                           | без альбома    |
| 2021 | «Острова»                                                | без альбома    |
| 2021 | «Русская музыка» (совм. с Александром Гудковым)          | без альбома    |
| 2021 | «Ketu» (совм. с U108)                                    | без альбома    |
| 2021 | «Слёзы» (Cover)                                          | без альбома    |
| 2021 | «Небесный ампир»                                         | Небесный ампир |
| 2021 | «Издалека»                                               | Небесный ампир |
| 2021 | «Солнца луч»                                             | Небесный ампир |
| 2022 | «Хипстер» (Cover)                                        | без альбома    |
| 2022 | «Вампирская»                                             | без альбома    |
| 2022 | «Она»                                                    | без альбома    |
| 2022 | «Танцевальная весна»                                     | Декаданс — EP  |
| 2022 | «Я себе — яд, я себе — антидот»                          | Декаданс — EP  |
| 2022 | «Шанти» (совм. с U108)                                   | без альбома    |
| 2022 | «Холод»                                                  | без альбома    |
| 2023 | «Океан» (совм. с Lina Lee)                               | без альбома    |
| 2023 | «Потанцуй со мной»                                       | без альбома    |
| 2023 | «Что будет?» (feat. Сосо Павлиашвили & Dino MC47)        | без альбома    |
| 2023 | «Narayana» (совм. с U108)                                | без альбома    |
| 2023 | «Баллады» (совм. с DEMAFRA)                              | без альбома    |
| 2024 | «Есть ещё здесь хоть кто-то, кроме меня?» (совм. с Чайф) | без альбома    |

### Кавер-версии
| Год  | Сингл              | Альбом                                    |
| ---- | ------------------ | ----------------------------------------- |
| 2021 | «Вечная молодость» | «Сергей „Чиж“ Чиграков» (трибьют-альбом)  |
| 2021 | «Москва»           | «veLvETОвый движ (Vol. 1)» (кавер-альбом) |

## Видеоклипы
- 2012 — «Моя революция»
- 2013 — «Я танцую»
- 2013 — «Media hardcore»
- 2014 — «Ты знаешь» (feat. Ёлка)
- 2014 — «24 фрэйма» (feat. Звонкий)
- 2014 — «Уходим с титрами»
- 2015 — «Rab Kinoflo»
- 2015 — «Мама»
- 2015 — «Мама» (Acoustic version)
- 2015 — «Я найду тебя» (совм. с DJ Groove)
- 2015 — «Пока город спит»
- 2016 — «Мегахит»
- 2016 — «Ты всегда ждёшь меня»
- 2016 — «Спешите любить» (совм. с Jukebox Trio)
- 2017 — «По волнам»
- 2017 — «В поисках кайфа» (feat. Звонкий)
- 2017 — «Дыры в ауре»
- 2017 — «Штрихи»
- 2018 — «Помоги» (feat. Black Cupro & DJ Groove)
- 2018 — «Взлетай»
- 2018 — «Зурбаган 2.0» (совм. с Владимиром Пресняковым)
- 2019 — «Возьми моё сердце» (совм. с Filatov & Karas)
- 2019 — «О тебе»
- 2019 — «Samskara»
- 2019 — «Небо вспомнит о нас»
- 2020 — «Где рассвет»
- 2020 — «Сны наяву»
- 2020 — «Нирвана»
- 2021 — «Острова»
- 2021 — «Русская музыка» (совм. с Александром Гудковым)
- 2021 — «Плачь»
- 2022 — «Она»
- 2022 — «Ритмы людей» (совм. с DEMAFRA & U108)
- 2022 — «Sugar»
- 2022 — «Шанти» (совм. с U108)
- 2022 — «Океан»
- 2023 — «Мы одни»
- 2023 — «Океан» (совм. с Lina Lee)
- 2023 — «Что будет?» (feat. Сосо Павлиашвили & Dino MC47)
- 2023 — «Ангел»
- 2023 — «Narayana» (совм. с U108)
- 2023 — «Баллады» (совм. с DEMAFRA)